# Mateusz Kołosowski
Mateusz Kołosowski (ur. 23 lipca 1992 w Skierniewicach) – polski szachista, mistrz międzynarodowy od 2011 roku.

## Kariera szachowa
Wielokrotnie startował w finałach mistrzostw Polski juniorów w różnych kategoriach wiekowych, największy sukces odnosząc w 2010 r. w Karpaczu, gdzie zdobył tytuł wicemistrza Polski do 18 lat. W tym samym roku reprezentował narodowe barwy na rozegranych w Batumi mistrzostwach Europy juniorów do 18 lat, zajmując V miejsce. Dwukrotny finalista mistrzostw Polski seniorów w szachach klasycznych (2012, 2015).
W 2007 r. podczas otwartego turnieju Ostravsky Konik w Ostrawie wypełnił pierwszą normę na tytuł mistrza międzynarodowego, natomiast w Pokrzywnej (Puchar Gór Opawskich) podzielił II m. (za Piotrem Dobrowolskim, wspólnie z Olegiem Kalininem i Aleksandrem Hnydiukiem). W 2009 r. w kolejnym turnieju w Pokrzywnej ponownie podzielił II m. (za Wadymem Szyszkinem, wspólnie z Krzysztofem Banasikiem). Drugą normę na tytuł mistrza międzynarodowego wypełnił w 2010 r. w Ołomuńcu, zwyciężając w kołowym turnieju Olomouc Chess Summer IM-B1, natomiast trzecią – w 2011 r. w Polanicy-Zdroju, dzieląc II m. (za Aleksandrem Hnydiukiem, wspólnie z Marcinem Tazbirem i Marcinem Sieciechowiczem) w memoriale Akiby Rubinsteina. Również w 2011 r. zwyciężył w turnieju open w Karpaczu. W 2012 r. zadebiutował w finale indywidualnych mistrzostw Polski.
Najwyższy ranking w dotychczasowej karierze osiągnął 1 listopada 2014 r., z wynikiem 2474 punktów zajmował wówczas 37. miejsce wśród polskich szachistów.
20 października 2018 roku zmierzył się czarnymi bierkami z Lewonem Aronianem w turnieju Isle of Man Masters przegrywając po 35 ruchach w obronie sycylijskiej.